# American Radical: The Trials of Norman Finkelstein
American Radical: The Trials of Norman Finkelstein (Estadounidense Radical: Los Juicios contra Normal Finkelstein) es un documental de 2009 sobre la vida del académico estadounidense Norman Finkelstein, dirigido y producido por David Ridgen y Nicolas Rossier . El documental presenta a Finkelstein y varios de sus partidarios, entre ellos  Noam Chomsky y varios detractores, como  Alan Dershowitz .

## Recepción
La película tuvo su estreno mundial en Chicago como parte del IFP Chicago Underground Film Festival de 2009 y ganó el premio del público al mejor documental. Fue exhibido en el Sheffield Doc/Fest, en el IDFA de Ámsterdam y en el Hot Docs de Toronto. Ganó el Premio del Público de Cinema Politica en 2010.  El Festival de Cine de Jerusalén describe el trabajo de los realizadores como: "el documental más comentado de los últimos meses, un retrato fascinante que camina con seguridad por esa cuerda floja conocida como equilibrio".  La película tuvo su estreno televisivo en Yes Television en Israel en mayo de 2010. En abril de 2011, la película se emitió en Al Jazeera English en todo el mundo, y en Estados Unidos en Link TV y en estaciones seleccionadas de PBS .
En febrero de 2010, el documental fue estrenado en Nueva York, recibiendo  calificaciones de frescura del 100% en Rotten Tomatoes, con datos de 222 calificaciones y 11 críticos.  A pesar de las muchas controversias que rodean a Norman Finkelstein, importantes publicaciones judías nacionales como The Jewish Daily Forward, Jewish Week y la Jewish Telegraphic Agency hicieron críticas favorables al documental. Según el sitio web de la distribuidora, la película también ha recibido el respaldo de personalidades como Mark Achbar, Michael Moore, el historiador Charles Glass y el actor nacido en Canadá Saul Rubinek . El documental fue invitado a unirse a la colección de la biblioteca de los Oscar en junio de 2010.